# バリナス

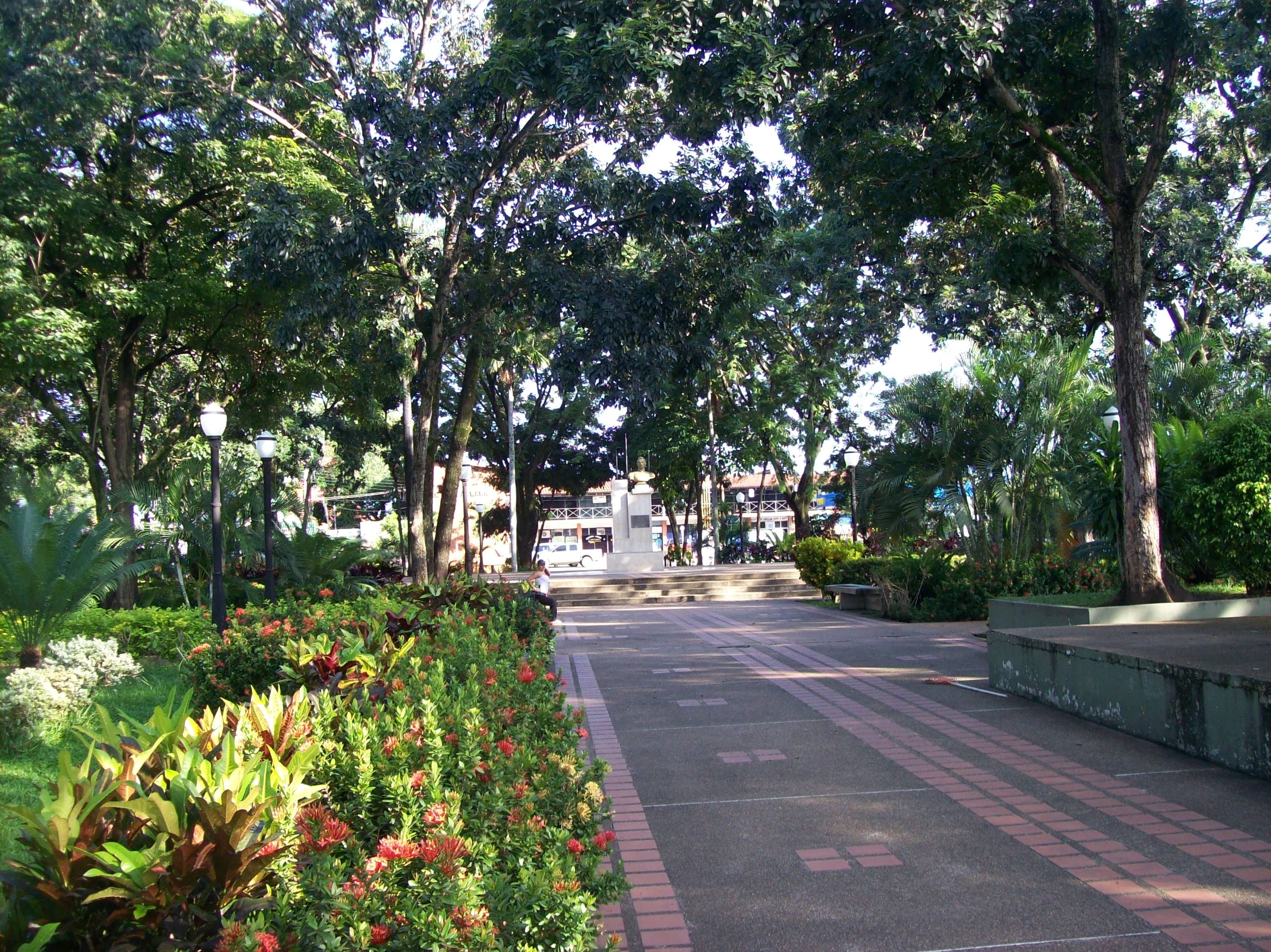
Ezequiel Zamora Square

バリナス（スペイン語: Barinas、スペイン語発音: [baˈɾinas]）は、ベネズエラ北西部のバリナス州の州都。
2016年の人口は33万8300人。
ジャノス地域の中心地でもある。
メリダから165km、首都カラカスから525km離れている。

## 人口
- 1981年10月20日：11万462人
- 1990年10月20日：15万3630人
- 2001年10月20日：22万7762人
- 2011年10月30日：30万455人
- 2016年6月30日：33万8300人

## 歴史
1577年6月30日、アルタミラ・デ・カセレスとして建設された。
1786年、現在のバリナス州とアプレ州の領域に旧バリナス州が設置され、州都が置かれた。
1796年、後に初代大統領となるクリストバル・メンドーサが暮らし始めた。
1807年、メンドーサが市長に当選した。
1810年～1823年のベネズエラ独立戦争では重要な要塞となった。

## 交通
- バリナス空港（英語版）